# 多賀城市立多賀城中学校
多賀城市立多賀城中学校（たがじょうしりつ たがじょうちゅうがっこう）は、宮城県多賀城市鶴ヶ谷一丁目にある公立中学校。

## 概要
多賀城市の東側に位置し、市内をおおよそ南から北方向に並行して走る国道45号線、JR東日本仙石線の東側に所在する。 学校南側には多賀城公園が、北側には宮城県貞山高校が隣接している。 
生徒総数は421人、各学年4クラス、および特別支援3クラスがある。（2022年現在）
開校以来長らく設置自治体（多賀城村→多賀城町→多賀城市）内での唯一の中学校であったため、学区内の人口増加および生徒数増加に伴い各学年のクラス数が10を超える時期もあった。その後、市内他中学校の相次ぐ分離開校により生徒数は減少した。
元禄2年(1689年)、俳人松尾芭蕉が「奥の細道紀行」で多賀城を訪れたゆかりで、校歌二番に「奥の細道ふみ分けて」と歌われている。
2011年3月11日に発生した東日本大震災に伴う津波は、学校敷地南西端付近まで達した。学校自体は津波被害を受けなかったが、学区は南側の低地を中心に多くの地域が津波で浸水した。

## 教育目標
- 基礎・基本の学力をしっかり身に付け、豊かな心をもち、自分のよさや可能性を広げ、たくましく生き抜く生徒の育成する[3]。

## 沿革
- 1947年（昭和22年）4月1日 - 開校
- 1951年（昭和26年）7月1日 - 多賀城町立多賀城中学校に改称
- 1971年（昭和46年）11月1日 - 市制施行に伴い多賀城市立多賀城中学校に改称
- 1976年（昭和51年）4月1日 - 多賀城市立第二中学校が分離開校
- 1987年（昭和62年）4月1日 - 多賀城市立東豊中学校が分離開校
- 1995年（平成7年）4月1日 - 多賀城市立高崎中学校が分離開校

## 学区
- 多賀城市立の多賀城小学校、天真小学校、多賀城八幡小学校の学区[4]

## 部活動
・野球部、ソフトボール部、サッカー部、柔道部、剣道部、バスケットボール部、バレーボール部、バドミントン部、弓道部、卓球部、ソフトテニス部、吹奏楽部、美術部、パソコン部、特設陸上部、特設駅伝部、特設水泳部

## 卒業生
- 永峯良（ローカルタレント）

## 交通アクセス
最寄りの鉄道駅
- JR仙石線多賀城駅より徒歩13分。
- JR仙石線下馬駅より徒歩16分。
- JR東北本線塩釜駅より徒歩24分。